# Ujazd (gmina, Łódź)
Ujazd est une gmina rurale du powiat de Tomaszów Mazowiecki, Łódź, dans le centre de la Pologne. Son siège est le village d'Ujazd, qui se situe environ 11 km au nord-ouest de Tomaszów Mazowiecki et 39 km au sud-est de la capitale régionale Łódź.
La gmina couvre une superficie de 96,96 km2 pour une population de 7 747 habitants.

## Géographie
La gmina inclut les villages d'Aleksandrów, Bielina, Bronisławów, Buków, Ciosny, Dębniak, Helenów, Józefin, Kolonia Dębniak, Łączkowice, Lipianki, Łominy, Maksymów, Marszew, Młynek, Niewiadów, Ojrzanów, Olszowa, Osiedle Niewiadów, Przesiadłów, Sangrodz, Skrzynki, Stasiolas, Szymanów, Teklów, Tobiasze, Ujazd, Wólka Krzykowska, Wygoda, Wykno et Zaosie.
La gmina borde les gminy de Będków, Budziszewice, Koluszki, Lubochnia, Rokiciny, Tomaszów Mazowiecki et Wolbórz.